# Fenoarivo (Ambalavao)
Fenoarivo – gmina (kaominina) na Madagaskarze, w regionie Haute Matsiatra, w dystrykcie Ambalavao. W 2001 roku zamieszkana była przez 7649 osób. Siedzibę administracyjną stanowi Fenoarivo. Jest jedną z 17 gmin dystryktu.
Na obszarze gminy funkcjonuje m.in. szkoła pierwszego stopnia. 98% mieszkańców trudni się rolnictwem, natomiast 2% pracuje w usługach. Produktami o największym znaczeniu dla lokalnej gospodarki są ryż, maniok oraz kukurydza.
Przed wprowadzeniem nowego podziału administracyjnego Madagaskaru w 2007 r. gmina znajdowała się w prowincji Fianarantsoa.
Gmina położona jest w strefie czasowej UTC+03:00.